# Heinrich von zur Mühlen (Ministerialbeamter)
Heinrich Max Friedrich Bernhard von zur Mühlen (geboren 27. Januar 1908 in Charlottenhof, Russisches Kaiserreich; gestorben 2. Juli 1994 in Bonn) war ein deutscher Ministerialbeamter.

## Leben
Heinrich von zur Mühlen entstammte der deutsch-baltischen Adelsfamilie Von zur Mühlen. Er war ein Sohn des Sparkassendirektors Werner von zur Mühlen und seiner Frau Cary, geb. von Hoyningen gen. Huene. Der Geologe Leo von zur Mühlen war sein Onkel. Heinrich von zur Mühlen heiratete 1940 in Düsseldorf die Bürgermeistertochter Erika Rogge (1914–1976) und hatte mit ihr zwei Kinder. Sein zweiter Sohn ist Rainer von zur Mühlen.
Mühlen besuchte zweimal das deutsche Privatgymnasium in Dorpat, das Gymnasium in Rostock und nach zwischenzeitlichem Hausunterricht das Friderico-Francisceum-Gymnasium Doberan, Abitur 1927. Dann studierte er an der Universität Tartu und in Freiburg im Breisgau von 1927 bis 1934 Geschichte und Soziologie. Er trat im Mai 1932 der NSDAP und der SA bei, im Juni 1933 wurde er in die SS aufgenommen.
Von September 1934 bis April 1935 arbeitete er in der Adjutantur der Dienststelle Ribbentrop. 1936 wurde er an der Universität Leipzig mit einer Dissertation zur Geschichte Revals zum Dr. phil. promoviert. Von August 1936 bis Februar 1937 war er im Büro Kursell tätig, das die Volkstumspolitik gleichschalten wollte. Danach arbeitete er zunächst freiberuflich. Im August 1938 erhielt er eine Stelle als Hochschulassistent am Geopolitischen Institut der Deutschen Hochschule für Politik in Berlin. Im Juli 1940 wurde er in den Auswärtigen Dienst aufgenommen und leitete ab August 1940 die Kartenstelle und ab Juni 1941 das Referat Geographischer Dienst. Ende 1941 war er im Einsatzkommando des Sonderkommandos Künsberg in den besetzten Gebieten der Sowjetunion für die Beschlagnahme von Akten und Kulturgütern eingesetzt.
Ab Januar 1942 war Mühlen Reserveoffizier und Regierungsrat im Krieg gegen die Sowjetunion, ab Juni 1942 als Vertreter des Auswärtigen Amts beim Panzerarmeeoberkommando 4. Ab März 1944 wurde er vom Auswärtigen Amt für Wehrmachtpropaganda zum Oberkommando der Wehrmacht beordert. 1946 wurde er aus englischer Kriegsgefangenschaft entlassen. Von Februar 1949 bis März 1951 gehörte er in führender Position der antikommunistischen Kampfgruppe gegen Unmenschlichkeit an. Zudem arbeitete er zeitweise für den Friedrich-Wilhelm-Heinz-Dienst.
Von zur Mühlen wurde in der Bundesrepublik Deutschland Referent im Bundesministerium für Vertriebene in Bonn. Nach dessen Auflösung 1969 wechselte er ins Bundesinnenministerium und wurde 1973 bis 1974 noch Direktor des Ostdeutschen Kulturrats.

## Schriften (Auswahl)
- mit Oskar Stavenhagen, Wedig von der Osten-Sacken: Genealogisches Handbuch der baltischen Ritterschaften. Teil 2, Band 1: Kurland. Genealogisches Handbuch der kurländischen Ritterschaft. Verlag für Sippenforschung und Wappenkunde C. A. Starke, Görlitz 1930.
- Studien zur älteren Geschichte Revals. Gründung – Einwanderg; bürgerliche Oberschicht. Sporn, Zeulenroda 1937 (zugleich Phil. Diss. Leipzig).
- Entstehung und Sippengefüge der britischen Oligarchie mit 13 Verwandtschaftstafeln. Essener Verl.- Anst., Essen 1941.
- mit Gerd Friedrich: Die Pankower Sowjetrepublik und der deutsche Westen. Rote Weißbücher, Köln 1953.
- Konzentration der Kräfte bei der Volkspolizei. in: SBZ-Archiv, 9, 1958, S. 7–10.
- Um die Erhaltung der Vielfalt unserer Kultur. Arbeit und Aufgaben der ostdeutschen Kulturwerke. in: Der gemeinsame Weg. Deutsche Geschichte und Kultur im Osten Europas. Forum für Kulturaustausch. Westkreuz-Verlag, Bad Münstereifel-Hummerzheim, Band 6 (1977), S. 6–12. ISSN 0938-6343
- Bausteine oder Dynamit? Leistung und Förderung der Vertriebenen und Flüchtlinge in der Bundesrepublik Deutschland. In: Schriftenreihe des Ostdeutschen Kulturrats. 13; Gieseking, Bielefeld 1974.
- Die Familie v. zur Mühlen 1792–1980. Privatdruck (Manuskriptdruck), Bonn 1981. DNB 820660477